# Триптих
Триптихът (от гръцки език triptychos, трикрилен) в изобразителното изкуство и литературата е произведение, което се състои от три самостоятелни творби, обединени около една идея.
В живописта понятието навлиза от иконографията, където триптихът означава три съединени помежду си сгъваеми икони (картини) на обща тема.
Терминът в литературата се използва в най-голяма степен за поетични и кратки драматични и белетристични форми (разкази, есета, едноактни пиеси). За големи драматични и белетристични произведения, като романи и повести, обикновено се използва терминът трилогия.
Примери за триптих в българската литература са:
- Елисавета Багряна – поетичния триптих „Юг“ („Амазонка“, „Юг“ и „Песен на предачките“),
- Владимир Башев – поетичния „Триптих за Пловдив“,
- Николай Хайтов – драматичен триптих „Пътеки“ от трите едноактни пиеси „Пътеки“, „Лодка в морето“ и „Кучета“.